# Свободненська Українська Окружна Рада
Свободненська Українська Окружна Рада — територіальний орган національного самоврядування українського населення Амурщини в 1918–1922 роках. В 1917 році входила разом з Благовіщенською Українською Окружною Радою до Амурської Української Обласної Ради.

## Діяльність Ради
Свободненська Українська Окружна Рада була створена в листопадi 1918 року. Зусиллями Свободненської Української Окружної Ради в 1919 році в містечку Свободному та селі Велика Сазанка були створені українські школи. Також в Свободному було відкрито українську учительську семінарію. 
В 1919 році за ініціативою Свободненської Української Окружної Ради та зусиллями Лукяна Глібоцького та Івана Мостипана в Свободному було створене українське кооперативне товариство «Хлібороб». Метою кооперативу було забезпечення місцевого українського населення найнеобхіднішими речами та здобуття коштів на фінансування української громадської діяльності.
На виборах до Народних зборів Далекосхідної Республіки 25 липня 1922 року в Свободненському районі «український список №1» здобувш друге місце в регіоні, отримавши 5,598 голосів. В 1922 році Свободненська Українська Окружна Рада була ліквідована радянським режимом.

## Структура Ради
Об’єднувала українські організації Свободненського повіту в Амурської області: 
- Свободненську Українську Громаду;
- Товариство «Просвіта» у Свободному;
- Громаду на станції Бочкарьово;
- Громаду на станції Гондатті;
- Громаду на станції Iн;
- Громаду на станції Рухлово (Сковородино);
- Громаду в селі Білоногове;
- Громаду в селі Добрянка;
- Громаду в селі Велика Сазанка;
- Громаду в селі Кустанаївка;
- Громаду в селі Ключі;
- Громаду в селі Нижнєбузулі;
- Громаду в селі Чембари.

## Склад Ради
До першого складу Ради входили: 
- Л. Глібоцький (голова Ради);
- Ю. Літинський (заступник голови Ради);
- I. Мостипан (член Ради);
- Д. Вапняр (член Ради);
- К. Костенко (член Ради);
- К. Холод (член Ради);
- А. Костиря (член Ради).

До складу Ради в 1920–1921 роках входили:
- Л. Глібоцький (голова Ради);
- Ю. Літинський (заступник голови);
- К. Холод (писар);
- А. Гудзенко (скарбник);
- I. Мостипан (член Ради).